# Gaspar Graziani
Gaspar Graziani (en polonès Kasper Gratiani, en italià Gasparo Graziani) fou un voivoda (príncep) de Moldàvia entre els anys 1619 i 1620.
Gaspar Graziani va néixer l'any 1575 a Dalmàcia dins d'una família italiana, just en un moment que la regió estava dominada pels otomans. Gaspar era catòlic, motiu pel qual en el moment que va esclatar la guerra entre els Habsburg i els otomans es va desplaçar amb la seva família a la costa de Dalmàcia, que estava sota control de la República de Venècia, on va aprendre nombroses llengües, esdevenint un autèntic poliglot, fet que no va escapar a les delegacions d'ambaixadors que tenien la necessitat de contractar traductors per poder tractar amb el Sultà. Així Graziani va servir a la delegació anglesa, al Gran Duc de la Toscana o al Virrei de Nàpols a Istanbul, en aquest cas gestionant l'alliberament de presoners fets pels otomans per obtenir botí.
Pels serveis prestats a la República de Venècia va rebre el títol honorífic de Duc de Naxos, i fou declarat Drogman (traductor oficial) de la República davant de la Sublim Porta, fet que li va permetre establir contactes amb l'entorn del Sultà, començant-se a interessar per la sort dels Principats Romanesos, segons sembla per la seva funció d'espia del Sacre Imperi Romanogermànic a Istanbul.
A poc a poc es va anar fent amb la confiança dels personatges més influents de la cort del Sultà, en part per les informacions que donava o pels suborns que feia arribar als funcionaris otomans. Com a pas previ a la seva voluntat de prendre el control de Moldàvia, va renunciar a la fe catòlica i va convertir-se al cristianisme ortodox, a més de comprar amb nombrosos suborns la lleialtat de nobles moldaus i clergues influents. Així la seva candidatura al tro de Moldàvia la va escenificar quan un grup de nobles (boiars) moldaus presents a Istanbul, el van rebre a Adrianopolis com a nou voivoda de Moldàvia.
Com aquest nomenament no era més que un acte simbòlic va organitzar un exèrcit personal d'uns 500 soldats i va aconseguir que els otomans li donessin el suport necessari per prendre el control de Moldàvia, que en aquell moment es trobava sota control de Radu Mihnea, aliat del Sultà, però que no acabava de prendre el control del Principat moldau, motiu pels otomans van proclamar el febrer de 1619 a Graziani com a nou voivoda de Moldàvia en substitució de Radu Mihnea.
Però Gaspar Graziani tan bon punt va prendre el control de Moldàvia va establir contacte amb els polonesos, enemics dels otomans a Moldàvia, per establir una aliança amb el rei polonès Segimon III Vasa, a la vegada que ordenava l'assassinat dels principals comandaments otomans al Principat.
Els otomans no van fer esperar la seva reacció i van enviar nombroses tropes per a controlar de nou el Principat. Tot i la inicial resistència de Graziani als atacs dels otomans, gràcies en part al suport donat pels polonesos, a la batalla de Ţuţora (en polonès Cecora) que es va produir entre setembre i l'octubre de 1620, una força conjunta d'otomans i tàrtars molt superior en nombre de soldats guanyava a les forces moldaves i poloneses comandades per Gaspar Graziani i el General (Hetman) Stanisław Żółkiewski que morí al camp de batalla. Amb la desfeta de les seves tropes i amb Moldàvia de nou sota control dels otomans, Graziani va intentar arribar a Polònia, però a Branişte (actualment Rîşcani, a la República de Moldàvia) era descobert i decapitat.
La seva vida va servir d'inspiració a Ioan Slavici per escriure l'any 1888 la tragedia, Gaspar Gratiani.
- Cognome Graziani
- L'origine del cognome Graziani Arxivat 2012-04-01 a Wayback Machine.